# Jon Merrill
Jonathon "Jon" Merrill, född 3 februari 1992, är en amerikansk professionell ishockeyspelare som spelar för Montreal Canadiens i NHL. 
Han har tidigare spelat på NHL-nivå för Detroit Red Wings, Vegas Golden Knights och New Jersey Devils.
Merrill draftades i andra rundan i 2010 års draft av New Jersey Devils som 38:e spelare totalt.
21 juni 2017 valdes Merrill av Vegas Golden Knights i expansionsdraften.